# Jean Capdeville
Pour les articles homonymes, voir Jean Capdeville (homonymie) et Capdeville.
Jean Capdeville, né le 8 novembre 1912 à Estang (Gers) et mort le 30 janvier 1977 à Nantes (Loire-Atlantique), est un homme politique socialiste et résistant français.

## Biographie
Passé par l'école normale d'instituteurs de Rouen, il commence à enseigner dans cette ville en 1931. Il obtient cette année-là son brevet de préparation militaire supérieure. Engagé au sein du Syndicat national des instituteurs, il milite aussi au sein des jeunesses socialistes, dont il est le secrétaire fédéral à partir de 1934.
Engagé dans la résistance pendant la Seconde Guerre mondiale, il fait partie du réseau de Noyautage des administrations publiques, puis prend la direction militaire de Libération Nord pour la Normandie. Chef de Bataillon FFI à la fin de la guerre, il reçoit la croix de guerre, la médaille de la résistance et la Légion d'honneur à titre militaire.
Devenu secrétaire fédéral de la SFIO, il mène la liste de ce parti dans la première circonscription de la Seine-Inférieure pour l'élection de la première assemblée constituante, en octobre 1945. Il obtient 20 % des voix et est élu député, et réélu dans les mêmes circonstances en juin 1946 (16,2 %) et novembre 1946 (14,2 %), bien que le résultat des socialistes soit en net recul.
Membre actif de la commission de la défense nationale, son travail parlementaire est surtout consacré aux questions militaires. Il est ainsi rapporteur du budget de la marine nationale et, en 1950 et 1951, de la proposition de loi relative au titre de combattant volontaire.
En 1951, le résultat de sa liste chute encore. Cependant, avec 12,2 %, il est tout de même réélu. Il devient alors vice-président de la commission de la défense nationale, et rapporteur du budget de la marine nationale. En 1954, il appelle au vote contre les douzièmes provisoires, en l'absence de budget de la défense déposé dans les temps.
Cette même année, il est contraint d'abandonner la direction de la fédération socialiste, contesté par de nombreux militants pour son manque d'investissement dans cette fonction.
La fin de son mandat est cependant marquée par son implication dans l'affaire du double meurtre de Montfort-l'Amaury, dans lequel son ami Francis Bodenan combine un double meurtre et une escroquerie sur un marché public. Exclu de la SFIO, il est contraint d'abandonner la vie politique.
En 1957, il s'engage volontairement et participe à la guerre d'Algérie.

## Distinctions
- Chevalier de la Légion d'honneur (30 mai 1948)[réf. souhaitée]
- Croix de guerre 1939–1945
- Médaille militaire
- Médaille de la Résistance française (1945)